# Resolució 1799 del Consell de Seguretat de les Nacions Unides
La Resolució 1799 del Consell de Seguretat de les Nacions Unides fou adoptada per unanimitat el 15 de febrer de 2008. Determinant que la situació a la República Democràtica del Congo continuava constituint una amenaça per a la pau internacional i la seguretat a la regió, el Consell de Seguretat va decidir ampliar el règim de sancions d'aquest país gins al 31 de març.

## Detalls
Actuant en virtut del Capítol VII de la Carta de les Nacions Unides, el Consell també va prorrogar fins a la mateixa data el mandat del Grup d'Experts que vigilava les mesures, tal com es disposa a la resolució 1771 (2007).
El règim de sancions consisteix en un embargament d'armes contra grups armats del país que no formen part de l'exèrcit integrat o de les unitats de policia, així com la prohibició de viatjar i la congelació dels béns dels qui violen l'embargament, tal com es determina a les resolucions 1493 (2003), 1596 (2005), 1698 (2006) i 1771 (2007).
Durant el període fins al 31 de març, el Consell es proposa seguir revisant les mesures per ajustar-les, segons correspongui, a la llum de la consolidació de la situació de seguretat al país. Tanmateix, el Consell va reiterar la seva preocupació pel que fa a la presència de grups armats i milícies a la part oriental del país, especialment a les províncies de Kivu Nord i Sud i el districte d'Ituri, que perpetuaven un clima d'inseguretat a tota la regió.